# Henri Huvelin

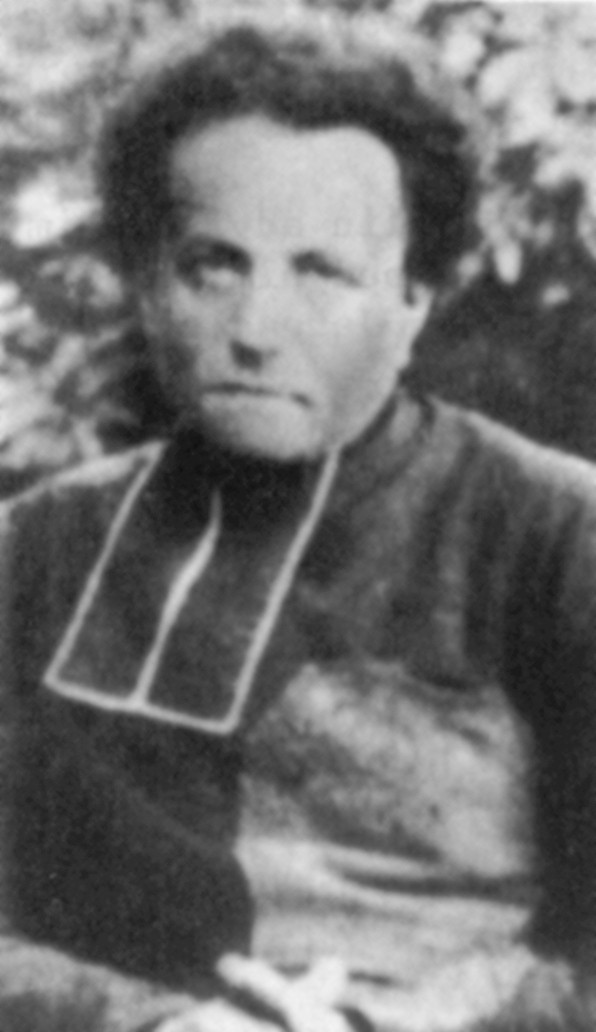
Henri Huvelin

Henri Marie-Joseph-Philippe Huvelin (* 7. Oktober 1830 in Laon, Département Aisne; † 10. Juli 1910 in Paris) war ein französischer Priester.

## Leben
Schon früh wollte Henri Huvelin Priester werden, doch wegen des Widerstandes seines Vaters gegenüber dieser Berufswahl nahm er erst ein ausführliches Studium auf, was seiner späteren Wirksamkeit sehr zustattenkam. Nach dem Studium der Philosophie, des Griechischen und der Literaturwissenschaften wurde er erst mit 37 Jahren 1867 zum Priester geweiht und wirkte als Vikar an den Kirchen Saint-Eugène und ab 1875 an Saint-Augustin. Er gab für Jugendliche „Konferenzen“ (geistliche Vorträge) sowie bis 1886 Kurse, die die Kirchengeschichte, die Morallehre und die christliche Spiritualität zum Inhalt hatten und viele Menschen anzogen. Eine quälende Krankheit erlaubte ihm in seinen späten Jahren lediglich noch die – zum Teil briefliche – Einzelseelsorge. Nach seinem Tod wurde er am 13. Juli 1910 auf dem Pariser Friedhof (Cimetière de Montmartre) beigesetzt.
Bekannt geworden ist Abbé Huvelin als „geistlicher Vater“ von Charles de Foucauld, den er wieder in die Kirche aufnahm (langjähriger Briefwechsel), und Émile Littré, der sich unter seinem Einfluss wieder der katholischen Kirche annäherte. Zu seinen zahlreichen Korrespondenzpartnern gehörte auch der Laientheologe Baron Friedrich von Hügel. 

## Schriften
- Cours sur l’histoire de l’Église. Paris o. J. (9 Bände, neu herausgegeben Paris 1964–1968)
- Documents inédits. Écrits spirituels et paroles de l’abbé Huvelin, recueillis et annotés par Marie-Thérèse Louis-Lefebvre. Paris 1959
- Le regard du Christ, textes réunis par Marie-Thérèse Louis-Lefebvre. Ecclesia, Paris 1960.
- Le Chemin de la joie, ceux qui pleurent seront consolés, textes inédits de l’Abbé Huvelin réunis par Marie-Thérèse Louis-Lefebvre. Paris 1961.
- Venez et voyez. Une année liturgique, homélies et sermons de l’abbé Huvelin. Textes rassemblés et annotés par Marie-Thérèse Louis-Lefebvre. Paris 1961. (Predigtsammlung)
- Je n’aimerai jamais assez. Textes inédits de l’abbé Huvelin réunis par Marie-Thérèse Louis-Lefebvre. Paris 1963
- Lettres à Mademoiselle de Saint-Armand: 1878–1910. Paris 1964.
- Briefwechsel Charles de Foucauld – Abbé (Henri) Huvelin. Hrsg. Jean-François Six. Salzburg 1961.